# Caryospora mayorum
Caryospora mayorum – gatunek pasożytniczych pierwotniaków należący do rodziny Eimeriidae z podtypu Apicomplexa, które kiedyś były klasyfikowane jako protista. Występuje jako pasożyt węży. C. mayorum cechuje się oocystą zawierającą jedną sporocystę. Z kolei każda sporocysta zawiera 8 sporozoitów.
Obecność tego pasożyta stwierdzono u Conophis lineatus należącego do rodziny zdradnicowatych (Elapidae).
Występuje na terenie Ameryki Środkowej.

## Sporulowana oocysta
Jest kształtu sferoidalnego, posiada 2 ściany o łącznej grubości 2,4 μm, osłonka zewnętrzna barwy żółto-brązowej i stanowi 3/4 łącznej grubości osłonek. Osłonka wewnętrzna barwy żółto-brązowej. Oocysta posiada następujące rozmiary: długość 24 – 27 μm, szerokość 24 – 25 μm. Brak mikropyli oraz wieczka biegunowego. Występuje ciałko biegunowe, które u tego gatunku jest duże i zwykle przylega do wewnętrznej strony otoczki wewnętrznej.

## Sporulowana sporocysta i sporozoity
Sporocysty kształtu owoidalnego o długości 16 – 18 μm, szerokości 11 – 13 μm. Występuje ciałko Stieda oraz substieda body (SBB), brak natomiast parastieda body (PSB). Występuje ciałko resztkowe sporocysty w postaci centralnie umieszczonej, skupionej masy z występującymi obok paroma małymi ziarnistościami. Sporozoity w kształcie kiełbasek, ułożonych wokół ciałka resztkowego sporocysty, jądra nie obserwowane.